# برنار پیو
برنار پیو (به فرانسوی: Bernard Pivot)(زاده ۵ مه ۱۹۳۵ در لیون) روزنامه‌نگار، مجری برنامه‌های فرهنگی در تلویزیون فرانسه و همچنین عضو فرهنگستان گنکور است.

## زندگی‌نامه
او در خانواده خواربارفروش متولد شد. در دوران جنگ جهانی دوم پدرش شارل پیو در آلمان دستگیر شد و مادرش به خانه پدری برگشت و برنار در آنجا رفتن به مدرسه را آغاز کرد. در سال ۱۹۴۵ پدرش از زندان آزاد شد و با خانواده‌اش در شهر لیون اقامت کرد. سپس در رشته حقوق در لیون تحصیل کرد و بعد از آن در سال ۱۹۵۵ در پاریس در مرکز آموزشی روزنامه نگاران ثبت نام کرد. از سال ۱۹۵۸ تا ۱۹۷۴در مجله ادبی فیگارو فعالیت داشت و سپس رئیس بخش ادبی آن شد. در سال ۱۹۷۴ فعالیتش در فیگارو را متوقف کرد. در سال ۱۹۷۰ میزبان برنامه طنزآمیز رادیویی فعالیت کرد که بیشتر به مسائل سیاسی می‌پرداخت. در سال ۱۹۷۴ در کانال تلویزیونی فرانسه ۲ (France ۲) برنامه‌ای به نام «آپستروف» را شروع کرد که تا سال ۱۹۹۰ ادامه داشت.